# Stochastische Geometrie
Die Stochastische Geometrie beschäftigt sich mit der mathematischen Beschreibung und Analyse von zufälligen geometrischen Strukturen, wie Punkten oder Liniensegmenten oder komplizierteren Mengen im Raum oder der Ebene. Wichtige Grundlagen sind zufällige Mengen, insbesondere zufällige abgeschlossene Mengen, Punktprozesse und zufällige Maße.
Eine wichtige Anwendung liegt in der stereologischen Gewinnung von Aussagen über räumliche Strukturen durch die statistische Analyse von linearen und ebenen Schnitten.
Verschiedene Modelle der statistischen Mechanik (insbesondere werden hier Gittermodelle in zwei Dimensionen betrachtet) wie die Perkolationstheorie ergeben ebenfalls zufällige geometrische Strukturen, die mathematisch streng mit der Methode der Schramm-Löwner-Evolution behandelt werden können.

## Zufällige abgeschlossene Menge

### Boolesches Modell

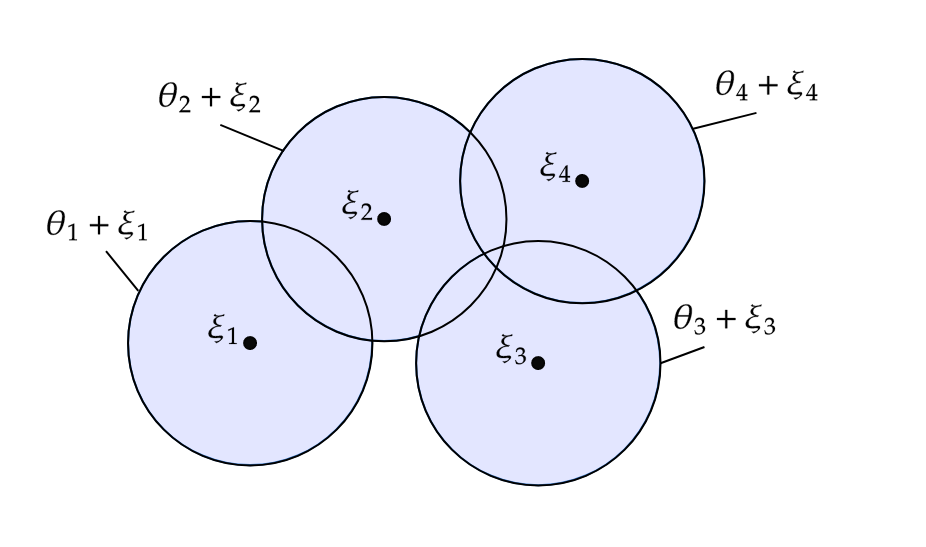
Beispiel eines booleschen Modelles für einen Poisson-Prozess

Boolesche Modelle sind einfache Beispiele für zufällige geschlossene Mengen. Es handelt sich dabei um ein Keim-Korn-Modell.
Sei {\displaystyle \varphi =\{\xi _{1},\xi _{2},\dots \}} ein homogener Poisson-Punktprozess auf {\displaystyle \mathbb {R} ^{d}} mit Intensität {\displaystyle \lambda }. Sei {\displaystyle \Theta _{0}} eine zufällige kompakte Menge
genannt typisches Korn, die unabhängig von {\displaystyle \varphi } ist und es gelte für alle kompakten Mengen {\displaystyle K}
{\displaystyle \mathbb {E} (\nu _{d}\left(\Theta _{0}\oplus K\right))<\infty }
wobei {\displaystyle A\oplus B:=\{x+y:x\in A,\ y\in B\}} und {\displaystyle \nu _{d}} das {\displaystyle d}-dimensionale Lebesguemaß bezeichnet.
Sei {\displaystyle \Theta _{1},\Theta _{2},\dots } eine Folge von iid zufälligen kompakten Mengen auf {\displaystyle \mathbb {R} ^{d}} genannt Körner, welche die gleiche Verteilung wie {\displaystyle \Theta _{0}} haben und unabhängig von {\displaystyle \Theta _{0}} und {\displaystyle \varphi } sind. Das boolesche Modell ist definiert als
{\displaystyle \Theta =\bigcup \limits _{n=1}^{\infty }(\Theta _{n}+\xi _{n})}
wobei {\displaystyle \{\xi _{1},\xi _{2},\dots \}} Keime genannt werden.

### Keim-Korn-Modell
Betrachtet man ein boolesches Modell und ersetzt den Poisson-Punktprozess durch einen allgemeinen Punktprozess, dann spricht man von einem Keim-Korn-Modell. Man betrachtet dabei einen markierten Punktprozess {\displaystyle \varphi =\{[\xi _{1},\Theta _{1}],[\xi _{2},\Theta _{2}],\dots \}} mit {\displaystyle x_{i}\in \mathbb {R} ^{d}} und kompakten Mengen {\displaystyle \Theta _{i}\in \mathbb {R} ^{d}}, die Terminologie ist analog wie im booleschen Modell.